# Œuvres traitant du conflit nord-irlandais
Le conflit nord-irlandais a fait l'objet de nombreux films, musiques, livres…

## Films
- 1980 : Du sang sur la Tamise de John Mackenzie
- 1982 : Angel de Neil Jordan
- 1982 : Harry's Game
- 1984 : Cal de Pat O'Connor
- 1984 : Children in the Crossfire
- 1987 : L'Irlandais de Mike Hodges
- 1989 : Elephant d'Alan Clarke
- 1990 : Secret défense (Hidden Agenda) de Ken Loach
- 1992 : Jeux de guerre de Phillip Noyce
- 1992 : The Crying Game de Neil Jordan
- 1993 : Au nom du père de Jim Sheridan
- 1993 : The Railway Station Man de Michael Whyte
- 1994 : Blown Away de Stephen Hopkins
- 1995 : Nothing Personal
- 1996 : Some Mother's Son de Terry George
- 1996 : Michael Collins de Neil Jordan
- 1997 : Ennemis rapprochés de Alan J. Pakula
- 1997 : Resurrection Man de Marc Evans
- 1997 : The Boxer de Jim Sheridan
- 1997 : L'Informateur
- 1998 : Le Général de John Boorman
- 1998[réf. nécessaire] : My Brother's War (it)
- 1998 : Patriots de Karl Ritter
- 1998 : Ronin de John Frankenheimer
- 1998 : Titanic Town de Roger Michell
- 1999 : Omagh the Legacy: Claire and Stephen's Story
- 2000 : An Everlasting Piece de Barry Levinson
- 2001 : H3 de Les Blair
- 2002 : Bloody Sunday de Paul Greengrass
- 2002 : Sunday de Charles McDougall
- 2004 : Mickybo and Me de Terry Loane
- 2004 : Omagh de Pete Travis
- 2005 : Breakfast on Pluto de Neil Jordan
- 2006 : Johnny Was de Mark Hammond
- 2006 : Le vent se lève de Ken Loach
- 2008 : La Guerre de l'ombre (Fifty Dead Men Walking) de Kari Skogland
- 2008 : Hunger de Steve McQueen
- 2009 : Five Minutes of Heaven d'Oliver Hirschbiegel
- 2014 : 71 de Yann Demange
- 2022 : Belfast de Kenneth Branagh

## Littérature
- 1970 : The Twelfth Day of July de Joan Lingard
- 1972 : Across the Barricades de Joan Lingard
- 1973 : Into Exile de Joan Lingard
- 1974 : Furie à Belfast, de Gérard de Villiers
- 1975 : A Proper Place de Joan Lingard
- 1976 : Hostage to Fortune de Joan Lingard
- 1975 : Harry's Game de Gerald Seymour (1975)
- 1984 : Maura's Angel de Lynne Reid Banks (1984)
- 1985 : Ourselves Alone d'Anne Devlin (1985)
- 1987 : Patriot Games de Tom Clancy (1987)
- 1994 : Divorcing Jack de Colin Bateman
- 1995 : Belfast Diaries: War as a Way of Life de John Conroy (1995)
- 1995 : La bicyclette de la violence de Colin Bateman
- 1996 : Drink with the Devil de Jack Higgins (1996)
- 1996 : Eureka Street de Robert McLiam Wilson (1996)
- 1996 : Stand by Stand by de Chris Ryan
- 1997 : La Guerre de l'ombre (Fifty Dead Men Walking) de Martin McGartland (1997)
- 1997 : Rogue Element de Terence Strong
- 1998 : Breakfast on Pluto de Patrick McCabe (1998)
- 1999 : The Bombmaker de Stephen Leather (1999)
- 1999 : The Marching Season de Daniel Silva
- 2001 : No Bones d'Anna Burns
- 2001 : The Watchman de Chris Ryan
- 2001 : Mohammed Maguire de Colin Bateman
- 2007 : Mon traître de Sorj Chalandon
- 2011 : Retour à Killybegs de Sorj Chalandon
- 2018 : Milkman de Anna Burns

Poèmes
- Ballad of Claudy de James Simmons
- Belfast Confetti de Ciaran Carson
- Casualty de Seamus Heaney
- Ceasefire de Michael Longley
- Punishment de Seamus Heaney
- Neither an Elegy nor a Manifesto de John Hewitt[réf. nécessaire]

## Musique
- Armalite Rifle de Gang of Four
- Alternative Ulster de Stiff Little Fingers
- Armagh de The Au Pairs
- La Ballade nord-irlandaise de Renaud
- Banana Republic de The Boomtown Rats
- "Belfast" de Boney M
- "Belfast" de Orbital
- "Belfast" d'Elton John
- "Belfast Child" de Simple Minds
- "Belfast (Penguins and Cats)" de Katie Melua
- "Belfast to Boston (God's Rifle)" de James Taylor
- "Big Decision" de That Petrol Emotion
- "Bobby Sands" de Soldat Louis
- "Broken Land" de The Adventures
- "Crimson Days" de Silent Running
- "Drunken Lullabies" de Flogging Molly
- "Each Dollar a Bullet" de Stiff Little Fingers
- "Ether" by Gang of Four
- "Fly the Flag" de Stiff Little Fingers
- "Forgotten Sons" de Marillion
- "Give Ireland Back to the Irish" de Paul McCartney
- Go on Home British Soldiers de Tommy Skelly
- God Kicks, Potato Junkie et Church of Noise de Therapy?
- Hang the IRA de Skullhead
- "Holy Wars... The Punishment Due" de Megadeth
- "The House of Orange" de Stan Rogers
- "Invisible Sun" de The Police
- "It's Going To Happen" de The Undertones
- "It's Only Tuesday" de Eric Bogle
- "Last Night Another Soldier", "Brighton Bomb" et "Soldier" de The Angelic Upstarts
- Letter from Louise de The Saw Doctors
- Marchand de cailloux de Renaud
- My Little ArmaLite
- Né en 17 à Leidenstadt de Fredericks Goldman Jones
- "Northern Industrial Town" de Billy Bragg
- "Oliver's Army" de Elvis Costello
- "Pie Jesu" de Andrew Lloyd Webber
- "Raise What's Left of the Flag for Me" de Flogging Molly
- "Sean O'Farrell" de The Celibate Rifles
- "Shankill Butchers" de The Decemberists
- "Smash the IRA" de Skrewdriver
- "Soldier" de Harvey Andrews
- "Some Time in New York City" et The Luck of the Irish de John Lennon et Yoko Ono
- "Streets of Sorrow/Birmingham Six" de The Pogues
- "Sunday Bloody Sunday", "Please", "Peace on Earth" et "North and South of The River" de U2
- "Sunrise" de The Divine Comedy
- "Ten Men Dead" de Blaggers ITA
- "The Greening of Belfast" de Michael Card
- "The Island" de Paul Brady
- The Men Behind the Wire de The Barleycorn
- "The More I See (The Less I Believe)" de Fun Boy Three
- "There Were Roses" de Tommy Sands
- "The Town I Loved So Well" de Phil Coulter
- "The Troubles" de The Roches
- "The Troubles" de XTC
- "Theme from Harry's Game" de Clannad
- "This Is a Rebel Song" de Sinéad O'Connor
- "Through the barricades" de Spandau Ballet
- "Ulster" de Sham 69
- "White Noise" de Stiff Little Fingers
- Zombie de The Cranberries
- Lest we forget de Robert Candeloro (2006)
- The Seeming Insanity of Forgiveness de Thomas Fitzgerald (2002)
- "Le Trèfle et la Harpe" des Garçons Bouchers